# Spermophorides lanzarotensis
Spermophorides lanzarotensis is een spinnensoort uit de familie trilspinnen (Pholcidae). De soort komt voor op de Canarische Eilanden.Ze eten vooral insecten.